# Тимошин, Иван Степанович
Ива́н Степа́нович Тимо́шин (1881, село Поляны, Пензенская губерния — 26 мая 1938, Хабаровск) — крестьянин, депутат II Государственной Думы от Пензенской губернии. Жертва коммунистических репрессий.

## Биография
Иван Тимошин родился в 1881 году в селе Поляны Чембарского уезда Пензенской губернии, в русской крестьянской семье. Закончил всего лишь три класса церковно-приходской школы. Однако, упорно занимался самообразованием, много читал, приобрёл большие познания в юриспруденции. В 16 или 17 лет стал помощником волостного писаря. Занимался земледелием на собственном наделе. На момент избрания в Думу в каких-либо партиях не состоял.
19 февраля 1907 года в Пензе на губернском избирательном собрании был избран в Государственную думу II созыва (20.02.1907 — 2.06.1907) от съезда уполномоченных от волостей Пензенской губернии. В Думе вошёл в состав в Трудовой группы и фракции Крестьянского союза. Состоял в думской Продовольственной комиссии.
В военных действиях Гражданской войны не участвовал, придерживаясь пацифистских взглядов.
В 1925 году переехал с семьёй на жительство на Дальний Восток, в посёлок Нижний Уссурийск, где какое-то время работал по коммерческой части. Затем с семьёй переехал в Хабаровск; некоторое время работал юрисконсультом ЦРК.
27 января 1931 года был арестован 3 отд. ПП ОГПУ по ст. 5810 УК РСФСР. Постановлением ОУ СПО ОГПУ по Дальневосточному краю от 27.04.1931 дело было прекращено за недоказанностью обвинения, реабилитирован.
21 мая 1937 года повторно арестован УНКВД по Хабаровскому краю. 22 мая 1938 года выездной сессией Военной коллегии Верховного суда СССР по статьям 581, 8, 11 УК РСФСР приговорён к расстрелу. Расстрелян 26 мая 1938 года; похоронен в Хабаровске.
Посмертно реабилитирован 25 февраля 1958 года: определением Военной коллегии ВС СССР дело прекращено за отсутствием состава преступления.

### Семья
Жена (с 1900) — Меланья Осиповна Гордеева (1882 — ?, Сталинград).
Дети:
- Мария (р. 1901 —1985?), проживала в Хабаровске.
- Максим (р. 1904 —1942), проживал в Жданове.
- Серафим (1910—1995), заслуженный агроном РСФСР (1960), почётный гражданин Хабаровска[9].
- Наталья (р. 1913 —1997), проживала в Сталинграде.

## Архивы
- Российский государственный исторический архив. Фонд 1278. Опись 1 (2-й созыв). Дело 432; Дело 585. Лист 5, 11.